# Andrzej Barański
Andrzej Barański est un réalisateur et scénariste polonais né le 2 avril 1941 à Pińczów.

## Biographie
Andrzej Barański est né le 2 avril 1941 à Pińczów, dans la voïvodie de Sainte-Croix, en Pologne.
Il est diplômé de l'École technique de construction de Kielce, puis de l'École polytechnique de Silésie à Gliwice. En 1973, il est diplômé de l'École nationale de cinéma de Łódź.
Au début des années 1960, il collabore avec le théâtre étudiant de poésie Step, encadré par Tadeusz Różewicz, pour lequel il écrit une vingtaine de pièces.
Il décide ensuite de poursuivre ses études dans une école de cinéma. Son film de fin d'études était l'étude Księżyc. D'abord impliqué dans les films éducatifs au sein de la Wytwórnia Filmów Oświatowych (pl), il réalise des longs métrages depuis 1979.

## Crédit d'auteurs
- (pl) Cet article est partiellement ou en totalité issu de l’article de Wikipédia en polonais intitulé « Andrzej Barański » (voir la liste des auteurs).